# Schulschwestern vom 3. Orden des Hl. Franziskus
Die Schulschwestern vom 3. Orden des Hl. Franziskus oder Halleiner Schulschwestern, heute Halleiner Schwestern Franziskanerinnen (Ordenskürzel: HSF), sind ein römisch-katholischer Frauenorden, der in Österreich seinen Anfang nahm. Hauptaufgabe der Gemeinschaft ist die Mädchenerziehung. Es existieren heute mehrere Zweige dieser Kongregation.

## Geschichte
1723 begann Theresia Zechner in Hallein bei Salzburg mit der Betreuung benachteiligter Töchter der Salinenarbeiter. Zusammen mit einigen Gleichgesinnten schloss sie sich dem Dritten Orden des Hl. Franziskus an und hieß von da an Schwester Hyazintha. 1796 wurde in Hallein das Potschacherhaus als Mutterhaus angekauft, in dem sich heute eine Hauswirtschaftsschule befindet.
1823 erhielt die Gemeinschaft bischöfliche Anerkennung. Die kleine Gemeinschaft hat heute gewisse Überalterungsprobleme, ihr gehören in Österreich gut 70 Schwestern an, etwa weitere 40 in Südamerika.

## Zweige der Kongregation
Durch Unterstellung der Niederlassungen unter den jeweiligen Ortsbischof spaltete sich die Gemeinschaft in mehrere getrennte Kongregationen:
- Die Halleiner Schwestern Franziskanerinnen (Halleiner Schulschwestern). ist die Stammgemeinschaft. 1948 übersiedelte das Mutterhaus in die Emsburg in Salzburg an der Hellbrunner Allee. 2013 übersiedelte das Mutterhaus in den Neubau beim Schloss Kahlsperg, der von Heinz Tesar gebaut wurde.[3][2][4] Die Schwestern arbeiten im Krankenhaus, Altenheimen, Kindergarten und Berufsschulen in und um Hallein und Salzburg. Neben ihrem Wirken in Österreich gibt es Niederlassungen in Bolivien und Argentinien. Zur Gemeinschaft gehören folgende Werke:
  - Seniorenresidenz Kahlsperg in Oberalm (Mutterhaus)[4]
  - Modeschule Hallein (HLM Hallein), 1927 als 2-jährige Gewerbeschule begründet[5]
  - Hauswirtschaftsschule Hallein (HLW Hallein, im alten Mutterhaus), 1839  gegründet, die älteste Haushaltungsschule Österreichs[6]
  - Niederlassung in der Stethaimerstraße (unweit der Pfarrkirche Herrnau), Ort der Stille

- Die Erdberger Schulschwestern in Wien-Erdberg trennten sich 1845 ab, sie entstanden aus einer Niederlassung, die auf Anregung der Kaiserin die Töchter der dort stationierten Soldaten betreute. Ein weiterer Konvent befindet sich in Seebenstein. Ab den 1930er Jahren wandern Schwestern nach Texas und Argentinien aus und gründen dort Schulen, Altenheime und ein Krankenhaus.

- Die Amstettener Schulschwestern. wurden von Wien aus 1853 gegründet und wirken heute in der Diözese St. Pölten in 10 Niederlassungen. Ihr Mutterhaus war von 1855 bis 1938 Judenau bei Tulln, seit 1938 befindet es sich in Amstetten.

## Nachweise
- Halleiner Schwestern Franziskanerinnen. In: Referat für die Kulturgüter der Orden der Superiorenkonferenz der männlichen Ordensgemeinschaften Österreichs und der Vereinigung der Frauenorden Österreichs

1. ↑  Wo bleibt der Schwestern-Nachwuchs? Mitschwestern erwünscht: Die jüngste Halleiner Schwester Franziskanerin ist 50., Theresa Kaserer,  meinbezirk.at → Puch bei Hallein → Chronik
2. 1 2  Schwestern ziehen aus der Emsburg aus. auf: salzburg.orf.at, 8. Juni 2012.
3. ↑  Schwestern haben ein neues Dach über dem Kopf, Theresa Kaserer,  meinbezirk.at → Puch bei Hallein → Chronik
4. 1 2  Neues Generalatshaus der Halleiner Schwestern in Oberalm eröffnet. In: Ordensgemeinschaften Österreich. 24. Mai 2013, abgerufen am 8. Februar 2014.
5. ↑  Schulgeschichte, modeschule-hallein.at
6. ↑  HLW Hallein